# Тарасюк, Юрий Федотович
Юрий Федотович Тарасюк (13 июля 1933, Евпатория — 4 июля 2017, Санкт-Петербург) — советский учёный, доктор технических наук (1989), профессор (2004), член диссертационного совета НИЦ радиоэлектронного вооружения (1978), действительный член Русского географического общества (1963), член Учёного совета Русского географического общества (2005), академик Санкт-Петербургской академии истории науки и техники, капитан 1 ранга, автор более тысячи научных публикаций.

## Биография
Окончил в 1955 году Североморское Высшее военно-морское училище (Архангельск) с отличием.
Служил на эскадренных миноносцах, дизельных и атомных пл СФ, участвовал в 5 международных и отечественных экспедициях на научноисследовательских судах ВМФ, ВМС и АН СССР.
После ухода в запас в 1989 года в звании капитана 1 ранга, работает начальником лаборатории НИЦ радиоэлектронного вооружения ВМФ, научным сотрудником.

## Работа в научных учреждениях
- НИЦ радиоэлектронного вооружения ВМФ (г. Пушкин)
- РГО

## Членство в научных обществах
- 1984 — действительный член Русского географического общества (РГО)[2]

## В Редколлегии «Библиотеки инженера-гидроакустика»
Организовал в начале 70-х годов и на общественных началах возглавил при издательстве «Судостроение» (Ленинград) редколлегию «Библиотека инженера-гидроакустика», коллектив и авторы которой до 1993 г. подготовили, а Издательство опубликовало уникальную серию научно-технических книг — 50 наименований.

## Научные публикации Ю. Ф. Тарасюка
Ю. Ф. Тарасюк самостоятельно и в соавторстве опубликовал более 25-ти книг и брошюр, а также более тысячи статей в периодических изданиях. Основная тематика его публикаций: гидроакустическая техника ВМФ, гидроакустические характеристики морской среды, организация подразделения, методы, средства и процессы информационного обеспечения интенсивного развития гидроакустики. Продолжает работать в этом направлении.
Член ученых советов НИЦ РЭВ ВМФ, Миорского ГТУ.

### Навигационные пособия
- Цифровая карта озера Байкал. 2002. (Ю. Ф. Тарасюк — один из авторов)[3].

## Теория самоорганизации и саморегуляции
Один из авторов теории самоорганизации и саморегуляции природных систем, для которой Л. Г. Колотило совместно с А. Г. Ивановым-Ростовцевым в 1989 году было предложено название : Теория D-SELF. Название D-SELF является аббревиатурой от первой буквы слова Double, обозначающего отношение к двум процессам, чьи названия начинаются со слова SELF: SELForganization и SELFregulation. Сначала результаты работ по этой тематике были опубликованы в сборнике научных статей Пулковской обсерватории и в Известиях РГО. Новое научное направление поддержал академик А. Ф. Трёшников и представил четыре статьи по этой тематике в самый престижный научный журнал «Доклады АН СССР» (ДАН), где они и были опубликованы. Всего по этой тематике только в ДАНе было опубликовано более двух десятков статей, которые представляли академики: К. Я. Кондратьев, В. И. Ильичёв, Н. С. Соломенко, С. Л. Соловьёв. Часть из этих работ переведена и опубликована за рубежом. В 1999 и 2001 годах опубликованы две монографии по теории D-SELF,. В разное время, кроме Ю. Ф. Тарасюка в работе над теорией принимали участие: д.т. н. Г. М. Дегтярёв, к.г.н. А. Г. Иванов-Ростовцев, к.г.н. Л. Г. Колотило О. А. Любченко, д.ф.-м.н. П. П. Шерстянкин, д.г.-м.н. В. А. Смирнов, д.ф.-м.н. О. И. Смоктий и др.

### Публикации по теории самоорганизации и саморегуляции
- Иванов-Ростовцев А. Г., Колотило Л. Г., Тарасюк Ю. Ф., Шерстянкин П. П. Самоорганизация и саморегуляция природных систем. Модель, метод и основы теории D-SELF / Под ред., с предисловием, комментариями и заключением академика РАН К. Я. Кондратьева.- СПб.: РГО, 2001.- 216 с. ISBN 5-900786-51-X

## Награды
- Орден «За службу Родине» III степени
- 12 медалей.

## О нём
- Гидроакустическая энциклопедия, 1999 г., с.610.